# فرودگاه صحرایی مارسی
فرودگاه صحرایی مارسی (به انگلیسی: Marcy Field) یک فرودگاه همگانی بهره‌برداری هوایی است که یک باند فرود چمن دارد و طول باند آن ۷۲۸ متر است. این فرودگاه در کشور ایالات متحده آمریکا قرار دارد و در ارتفاع ۳۰۰ متری از سطح دریا واقع شده‌است.